# Где допоздна так сладко пели птицы
«Где допоздна так сладко пели птицы» (англ. Where Late the Sweet Birds Sang) — научно-фантастический роман американской писательницы Кейт Вильгельм. Название романа взято из 73-го сонета Уильяма Шекспира. Соединил в себе антиутопию, постапокалиптическую фантастику, а также поднял вопросы экологии и клонирования. Вышел в 1976 году, первая часть романа «Где допоздна так сладко пели птицы» (Where Late the Sweet Birds Sang, 1976) была опубликована в 1974 году отдельной повестью в антологии «Orbit 15». Вторая и третья части — «Шенандоа» (Shenandoah) и «В неподвижной точке» (At the Still Point) — были дописаны позже.
Переведен на русской язык.

## Содержание
Роман состоит из трех частей: «Где допоздна так сладко пели», «Шенандоа» и «В неподвижной точке».
В погоне за новыми технологиями и высоким уровнем жизни люди на протяжении многих лет забывали об охране природы — и масштабный экологический кризис не заставил себя ждать. Следствием загрязнения стали глобальные эпидемии. Большая часть планеты стала непригодна для проживания. Человеческое общество оказалось на грани вымирания, поскольку вследствие ядерной войны люди стали бесплодными.
Группа фермеров и ученых спряталась от остального мира в неприступной горной долине реки Шенандоа в Вирджинии. Здесь после опытов над мышами они выявили, что проблему бесплодия можно преодолеть после клонирования нескольких поколений. Вслед за этим члены этой общины (последняя семья) начинают проводить эксперименты по клонированию самих себя для решения проблемы дальнейшего выживания.
Однако оказывается, что клоны людей при достижении совершеннолетия не желают размножаться естественным путем, а воспроизводят себя через новое клонирование. В результате община разрастается через постоянное клонирование. Люди, первые члены общины, не способны противостоять клонам.
Со временем люди вымирают. Их клоны продолжают существовать, постепенно расширяя место жительства. У некоторых клонов начинают возникать эмоции и чувства к другим клонам. Одним из таких клонов является Молли, которая все больше проявляет индивидуальность и эмоции.
За это ее высылают из общины, и перестают давать доступ к продуктам питания. В изгнании она имеет связь с другим клоном Бэном, от кого рожает сына Марка. Клоны надеются изучить его, чтобы узнать больше о своих не клонированных предках. Когда Марк растет, он понимает, что его уникальность придает ему индивидуальность и способности жить вдали от общества, чего клоны сейчас не в состоянии сделать.
Лидеры сообщества понимают, что последние поколения клонов теряют чувство реальности, не способны мыслить творчески и не в состоянии придумать новые решения проблем; в то же время они видят, что растущий недостаток высокотехнологичного оборудования приведет к тому, что общество потеряет возможность продолжать процесс клонирования.
Марк с группой женщин, способных рожать детей оставляет общину для поиска новых технологических решений. После 20 лет блужданий от возвращается обратно, где обнаруживает, что сообщество клонов погибло. Впрочем, в обществе Марка теперь есть только люди рожденные от ушедших с ним женщины, способные традиционно воспроизводить будущее поколение.

## Награды

### Премии
- Хьюго 1977 года[4]
- «Локус» 1977 года[5]
- «Юпитер» 1977[6]

### Номинации
- Мемориальная премия имени Джона Кэмпбелла (3-е место) 1977 года[6]
- Премия «Небьюла» за лучший роман 1977 года[6]